# Château de Falaise
Le château de Falaise dit château Guillaume-le-Conquérant est un ancien château fort, du Xe siècle, qui se dresse sur le territoire de la commune française de Falaise, dans le département du Calvados, en région Normandie. Le château où naquit le futur Conquérant et qui fut l'une de ses résidences principales, est à la fois place forte et symbole du pouvoir princier et berceau de la dynastie anglo-normande.
Le château, propriété de la commune, est classé au titre des monuments historiques.

## Localisation
Le château est situé sur massif schisteux formant un éperon barré au sud-ouest de la ville de Falaise, dans le département français du Calvados, dominant la cluse de l'Ante qui sépare le promontoire étroit du château au sud, du mont Myrrah au nord.

## Historique

### Moyen Âge
Les premières traces de fortifications en pierre, partiellement appareillées en arête-de-poisson, datent du Xe siècle, ce qui fait du château de Falaise l'un des premiers châteaux normands en pierre. La datation du front Est au carbone 14, à l'occasion de fouilles réalisées en 2009, a en effet permis de révéler la construction d'une première enceinte maçonnée du début du XIe siècle, entre 1019 et 1023,, peut-être sous Richard Ier de Normandie, mais plus vraisemblablement sous son fils, Richard II. Le chroniqueur Robert de Torigni mentionne au XIIe siècle les tours et les murs construits par Richard Ier de Normandie en 960. L'utilisation de la pierre, matériaux onéreux, témoigne de l'importance stratégique de la place forte et du faste de la Normandie. Cependant, il est probable que le château ne disposait pas à cette époque d'un grand donjon, et seul le mur extérieur devait être maçonné. Généralement les bâtiments résidentiels et les dépendances sont bâtis en bois. Parfois on trouve l'emploi du solin de pierre, comme dans les bâtiments de la motte d'Olivet à Grimbosq.
En 1027, Robert le Libéral, alors comte d'Hiémois, entre en rébellion contre son frère et duc de Normandie Richard III, et s'enferme dans la forteresse. Le duc vint l'assiéger. Guillaume de Jumièges écrit dans la Gesta Normannorum ducum qu'il fit « sans cesse jouer les béliers et les balistes », preuve de la fortification du lieu. Peu de temps après le début des combats, Robert décide de se rendre et les deux frères se réconcilient, mais Richard meurt peu après. C'est également en 1027-1028 que naît au château Guillaume II de Normandie, le futur Guillaume le Conquérant. En 1042, le château, tenu par le vicomte d'Hiémois, Tustin Goz en rébellion, est assiégé avec succès par Raoul de Gacé fidèle de Guillaume le Bâtard.
Henri Ier Beauclerc, le fils cadet de Guillaume le Conquérant, en 1106, après la bataille de Tinchebray, se proclame roi d'Angleterre et duc de Normandie, et doit reconstruire la Normandie et ses châteaux afin de faire face à de nombreux ennemis, alliés à ses frères et entreprend une large campagne de renforcement des châteaux ducaux. À Falaise, il consolide l'enceinte de la ville et du château, et fait bâtir, dans la basse-cour du château une chapelle dédiée à saint Nicolas. En 2000, des fouilles menées dans la basse-cour, laisserait supposer qu'un logis fut aménagé le long du rempart nord. Le bâtiment connu dans les archives comme étant le logis vicomtal, aurait été construit en partie sous Henri Ier. Vers 1123-1125, ce dernier entreprend la construction d'un grand donjon-palais de plan quadrangulaire typique de l'architecture anglo-normande (cf. Tour de Londres).
Le premier étage — l'espace ducal — est composé des pièces traditionnelles de l'habitat seigneurial médiéval : la Grande-Salle, pièce de réception (en latin aula), la chambre, pièce de vie privée (camera), la chapelle (capella). Dans les salles, on trouve des traces d'une cuisine et de lieux où étaient stockés les vivres en cas de siège. Ce donjon repose partiellement sur des murs maçonnés formellement identifiés comme appartenant à l'ancien donjon de l'époque de Guillaume le Conquérant.
Le petit-fils d'Henri Ier, Henri II et ses fils investirent des sommes importantes dans l'entretien et l'amélioration du château, comme l'évoque les finances sur la réalisation de travaux sur les fortifications. C'est Henri II qui dote l'enceinte de ses premières tours de flanquement, et qui dans la seconde moitié du XIIe siècle, accole une nouvelle construction au grand donjon. Ce second donjon est également quadrangulaire, ses dimensions sont plus modestes, il agrandit l'espace habitable : c'est le petit donjon. On sait que le nouveau duc-roi passa Noël 1159 au château de Falaise en compagnie de sa femme, Aliénor d'Aquitaine, et de sa cour. Sa position à l'opposé de l'entrée du grand donjon en fait un ouvrage plus d'agrément que de défense. Selon Bernard Beck, c'est une fois la guerre de Cent Ans finie que le petit donjon a été percé de deux baies, mais aussi de canonnières.
Au XIIe siècle, afin de réguler le flux de la rivière Marescot, on installe des écluses et des canaux, créant ainsi une vaste étendue d'eau au pied du rempart sud du château, et le système défensif est complété par des haies d'épineux, des palissades et des systèmes fossoyés.
Du 20 au 26 août 1173, Henri II, en guerre contre ses fils rebelles, assiège Dol et capturent des alliés bretons de ses fils, qu'il fait transférer au château de Falaise, qui devient alors « prison d'État »
En 1174, à la suite de la bataille d'Alnwick, Guillaume le Lion, roi d'Écosse, fait prisonnier par le roi d'Angleterre Henri II est incarcéré à Falaise, en juillet 1174. C'est à Falaise que Jean sans Terre emprisonnera son neveu Arthur de Bretagne
Enfin, le troisième donjon fut bâti en 1207 par le roi de France Philippe Auguste, à la suite de l'annexion du duché de Normandie au domaine royal par son armée. Philippe Auguste avait pu s'emparer du château à la suite de la défection de Louvrecaire, un chef de mercenaires gascons, en 1204, après un siège de huit jours seulement. Après avoir reconstruit les bâtiments détruits lors du siège, il applique les principes d'architecture défensive en vogue à travers le royaume, et fait compléter la forteresse d'un nouveau donjon, comme il l'avait fait à Gisors, Verneuil (tour Grise), Vernon, Lillebonne, Caen. Accolée au petit donjon, c'est une grosse tour de plan circulaire, la tour Talbot, à vocation uniquement défensive, qui est construite selon les prescriptions des ingénieurs militaires du roi de France, reprenant les principes de l'architecture castrale philippienne.
Lors de la guerre de Cent Ans, le 4 novembre 1417, le roi d'Angleterre, Henri V, entame le siège de la place défendue par deux capitaines, Olivier de Mauny dans la ville qui résiste six semaines et Gilbert de la Fayette dans la forteresse, qui à bout de ressources est contraint de capituler après un peu plus de trois mois (janvier 1418).
Vers 1430-1440, les Anglais renforcent la courtine est, la plus vulnérable. En 1433, une des latrines en bois du château est pourrie et remplacée. En 1450, La place subit un second siège lors de la campagne de Normandie.
Lors des guerres de Religion, la forteresse est disputée entre Montgomery et le maréchal de Matignon, et est prise en 1590 par les ligueurs.

### DuXVIIeau début duXXesiècle
Le château, abandonné au XVIIe siècle, sert de carrière de pierre. Les étages supérieurs du donjon sont détruits. De 1809 à 1944, le collège de Falaise s'établit entre les murs du château. Entre-temps il est classé au titre des monuments historiques en 1840. L'architecte, Victor Ruprich-Robert, disciple de Viollet-le-Duc, entame, à partir de 1864, une campagne de restauration qui sauve les donjons de la ruine. Les donjons furent peu touchés par les bombardements alliés lors des combats de la poche de Falaise qui ont rasé les bâtiments modernes, mais également la chapelle romane Saint-Nicolas qui se trouvait au centre de l'esplanade.

### Le château auxXXeetXXIesiècles

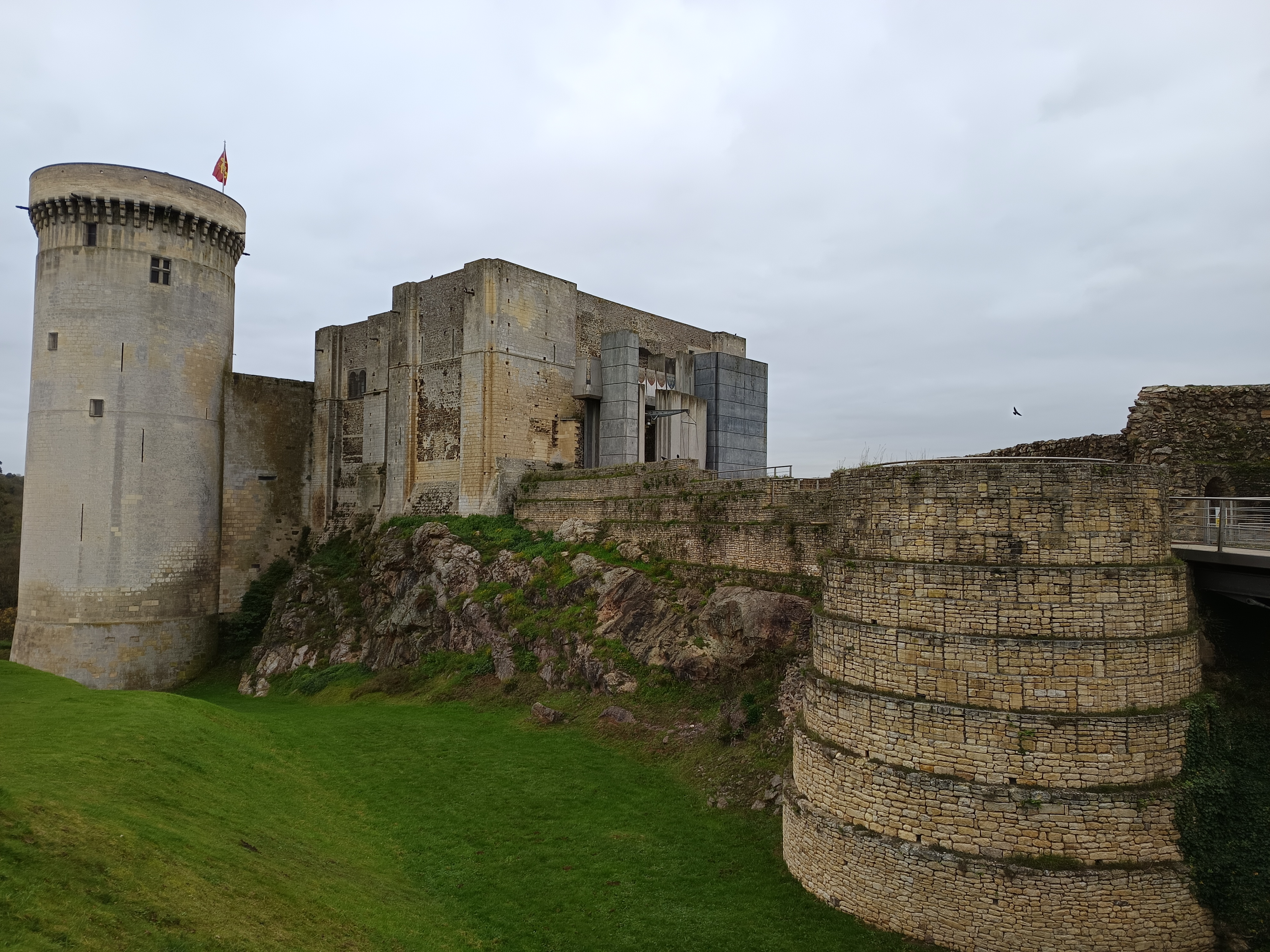
Vue sur le donjon du château. On distingue facilement l'avant-corps en béton construit entre 1987 et 1997.

Entre 1987 et 1997 des rénovations ont été entreprises pour améliorer l'accessibilité touristique du site et lui rendre une allure correspondante aux gravures du XIXe siècle. Bruno Decaris, architecte en chef des monuments historiques du Calvados, est alors chargé de l'opération. Un avant-corps en béton armé vernis et acier a ainsi été ajouté à l'avant du donjon, qui abrite  un escalier et une réplique de pont-levis. Des rénovations ont également été réalisées dans les intérieurs. Il occupe la même surface au sol, que le bâtiment originel.
Cette reconstruction fut controversée. En accord avec la charte de Venise, l'utilisation de tels matériaux pour restaurer un château médiéval vise à informer le visiteur de l'actualité de la réalisation. À l'issue des recours judiciaires liés à cette restauration, Bruno Decaris est condamné à 3 000 euros d'amende par le tribunal correctionnel de Caen, en 2005, pour une erreur administrative liée à une infraction au code de l'urbanisme.
Depuis la fin des années 2000, l'enceinte castrale a été restaurée de façon à rendre au château son aspect défensif.

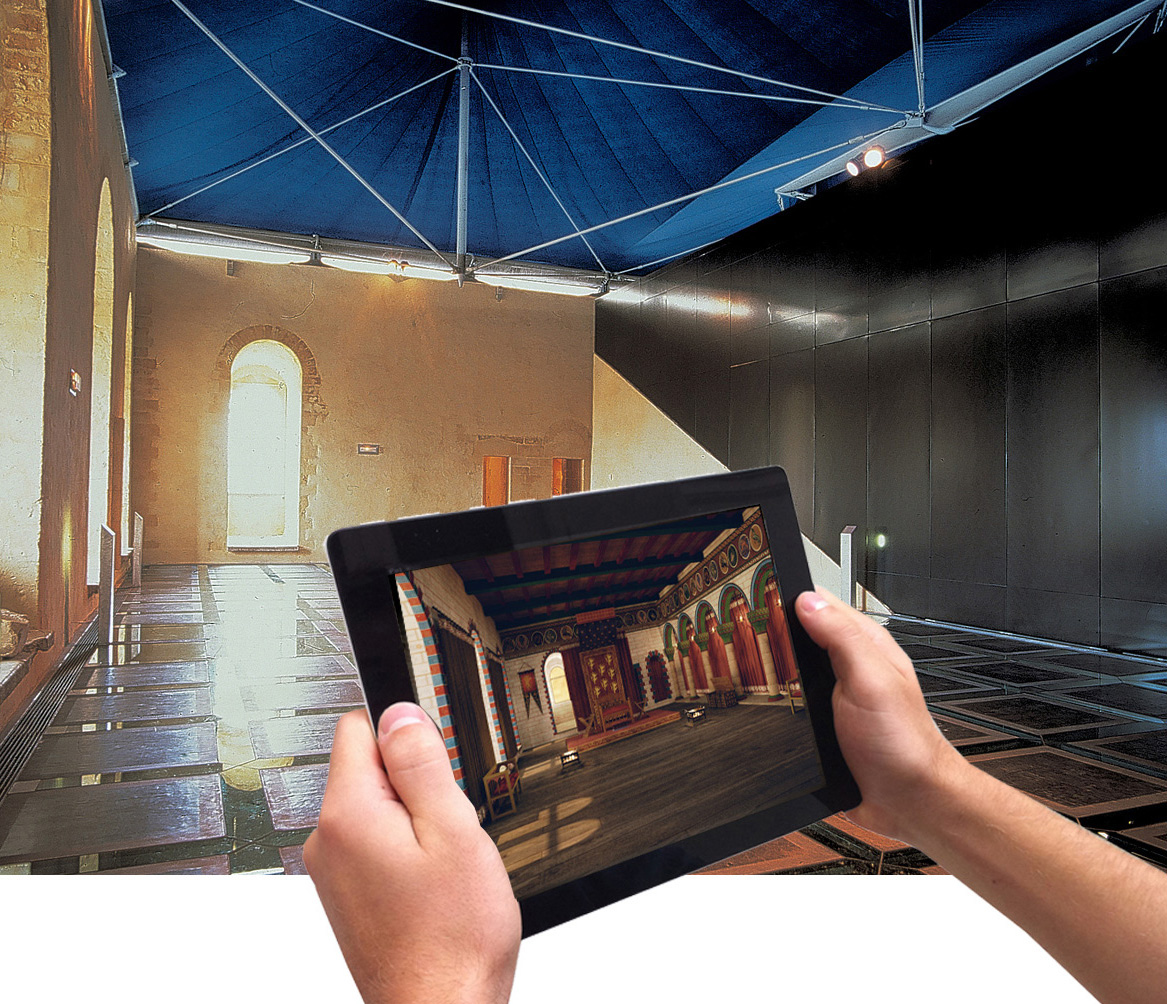
Tablette « HistoPad ».

En avril 2013, le château s’est doté d’une nouvelle scénographie, axée notamment sur les nouvelles technologies. Les visiteurs peuvent découvrir l’intérieur du château, tel qu’il était probablement au XIIe siècle, grâce à des tablettes numériques tactiles nommées « HistoPad ». Il suffit de tourner sur soi-même pour que l’architecture médiévale se superpose à l’aspect actuel. Le château s'est aussi équipé de lunettes stéréoscopiques « HistoCam », permettant de découvrir, dans le même angle de vue, une représentation en relief de la basse-cour du château.

## Description

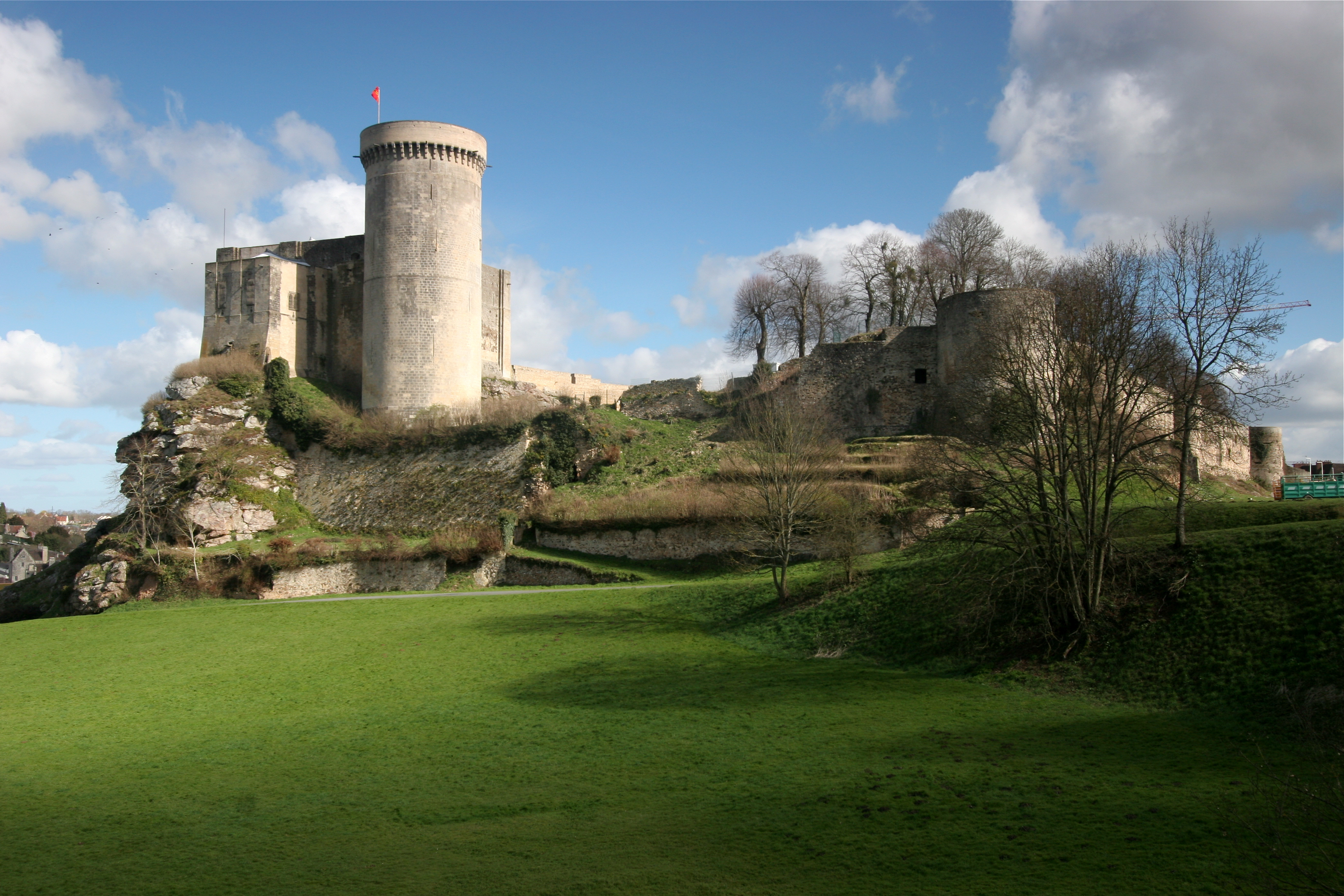
Vue générale.

On retrouve les premières traces de fortifications datant du Xe siècle sur le front est de l'enceinte castrale. Dans leur ensemble, les éléments visibles aujourd'hui datent principalement des XIIe, XIIIe et XVe siècles. Ces différentes phases de construction sont clairement identifiables, chaque époque ayant vu l'érection d'un donjon.

### Le grand donjon quadrangulaire

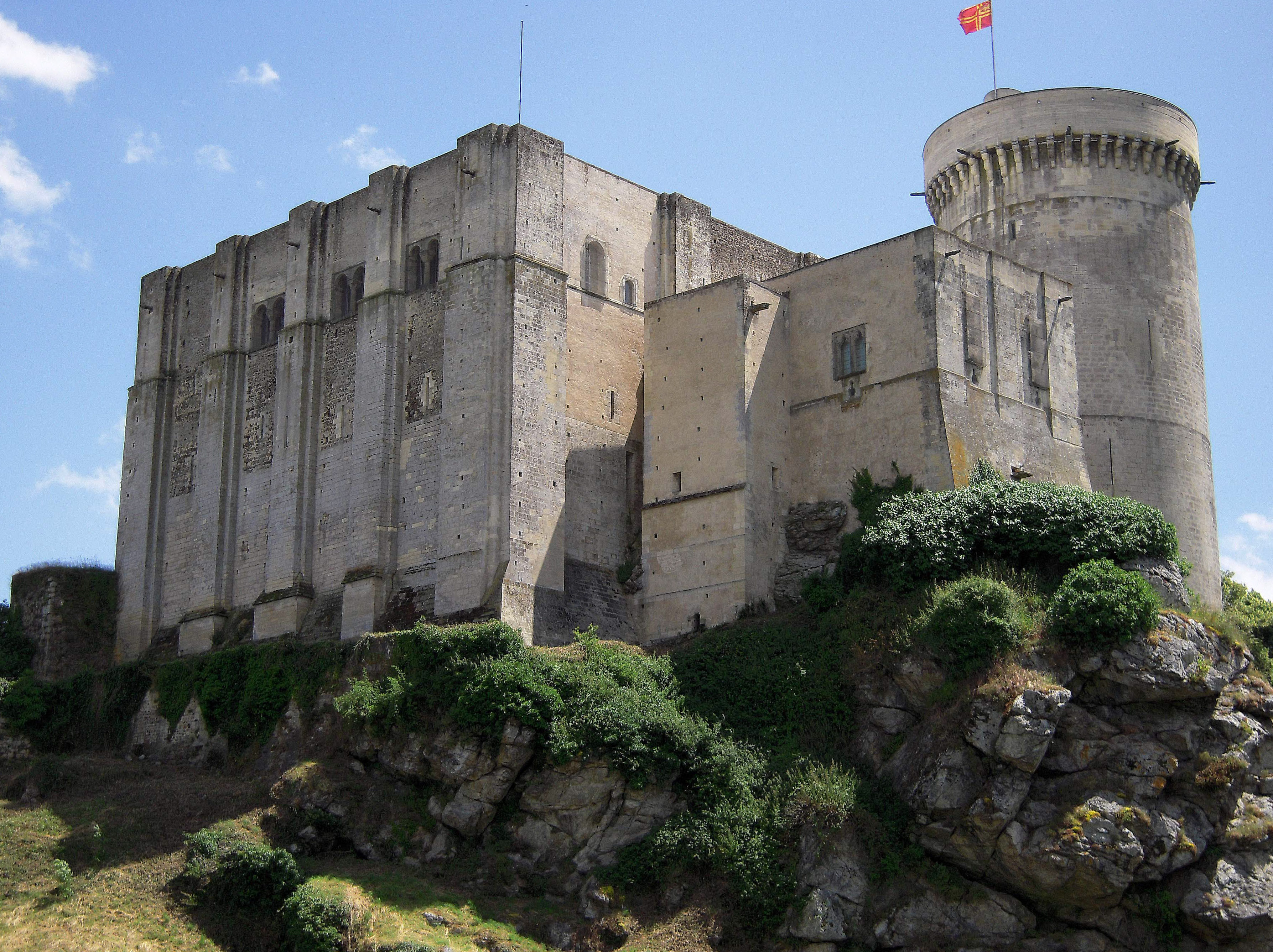
Les trois donjons.

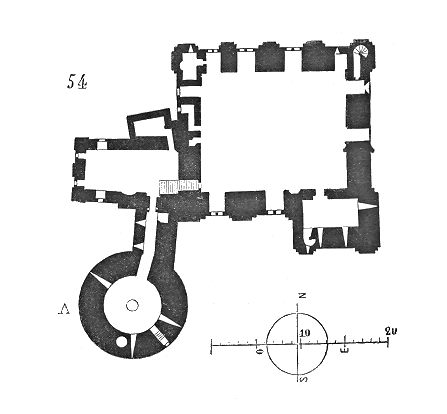
Plan des donjons.

Le grand donjon quadrangulaire est le premier et le plus grand. Il correspond à la principale phase de construction. Long de 26,60 mètres, large de 22,80 mètres, le donjon, haut de 22 mètres, a des murs de 3,15 à 3,50 mètres d'épaisseur en petit appareil assez irrégulier et de solides contreforts plats à double ressaut, comme aux châteaux de Castle Rising ou de Norwich, en appareil moyen bien ajusté et en pierres plus blanches.
L'à-pic naturel de l'éperon permettait de bloquer l'accès à la fortification et contribuait à la défense de l'édifice. Il est divisé en deux par un mur de refend épais de 2 mètres. L'unique accès au donjon est aménagé pour en rendre l'accès très difficile : il est placé très haut, sur le flanc oriental, et est protégé par un châtelet d'entrée qui contient la cage d'escalier et un imposant avant-corps. L'étage inférieur abrite les celliers, les saloirs, la citerne de récupération des eaux de pluie et un puits, l'étage supérieur, avec un cordon mouluré qui court tout autour du donjon, et qui s'éclaire par cinq baies romanes géminées restaurées dont les colonnettes sont ornées de chapiteaux sculptés, comprend les appartements, avec dans l'angle nord-est, une pièce appelée — à tort — « chambre d'Arlette » et une chapelle palatiale, dédiée à saint Prix, à deux étages au sud-est, dans un saillant du mur. Faisant office de palais, il est construit suivant un plan quadrangulaire. Le premier étage est l'espace ducal qui sert d'habitat au seigneur des lieux. On y trouve la grande salle (l'aula) qui sert pour les réceptions, la chambre du seigneur (la camera) équipée d'une grande cheminée et la chapelle (la capella), fortement restaurée au XIXe siècle, large de 4 m et longue de 8 m, avec son abside voûtée en cul-de-four et dont les voûtes d'arêtes sont soutenues, au centre par un arc-doubleau reposant sur deux colonnes engagées, surmontées de chapiteaux et dont les murs sont aujourd'hui blanchis à la chaux mais qui devaient probablement être rehaussés de décors peints et de polychromies. Celle-ci ne s'éclaire que par trois étroites fentes. Henri Ier confiera aux moines de l'abbaye Saint-Jean-de-Falaise, qu'il a fondée, la charge d'officier dans la chapelle castrale. Le dernier étage héberge les hommes d'armes qui assurent la défense de l'édifice. Le niveau de toiture peut être utilisé pour faire le guet et permettre la défense (passive) rapprochée du donjon. Ses murs devaient probablement être surmontés par un parapet crénelé comme au château de Rochester, ou de hourds. Des escaliers, aménagés dans l'épaisseur des murs, permettaient de desservir les différents niveaux, ainsi que les pièces annexes, telles que des latrines ou autres commodités.
On trouve également les traces d'une cuisine et de magasins à vivres. Ce donjon roman repose sur des fondations plus anciennes datant de l'époque de Guillaume le Conquérant. Le dernier étage, réservé à la garnison, ainsi que les tourelles d'angle ont été arasés probablement lors de la construction de la tour Talbot.

### Le petit donjon
Le second, le « petit donjon », plus court et plus étroit, adopte également une forme quadrangulaire. Il se situe à l'opposé de l'entrée du château située elle dans le donjon roman. De dimensions plus réduites, 14 mètres de longueur pour 10 mètres de large et 14 mètres de hauteur, il n'a pas de réelle vocation militaire et reste avant tout un lieu d'habitation et d'agrément qui communique avec la « grande salle » du donjon agrandissant considérablement le logis seigneurial, tout en permettant de mieux couvrir la face ouest de l'éperon. La cheminée du petit donjon arbore un décor de feuillage et d'entrelacs. La camera qui s'éclaire par quatre grandes baies ouvragées et sa cheminée ménagée dans le mur sud, avec son parement en brique, facilitant la diffusion de la chaleur, a sont foyer encadré d'élégantes colonnettes. Vers 1207, une de ses fenêtres a été transformée en porte de communication avec la tour Talbot.
Il est flanqué d'une tourelle rectangulaire, accolée au mur nord de l'édifice, et qui était accessible uniquement par la salle résidentielle. De nos jours inaccessible, elle aurait pu servir de cachot. Toutefois, la fonction réelle de cette tourelle n'a pu à ce jour être déterminé, et du fait de l'exiguïté de l'espace, il pourrait s'agir de latrines.

### La tour Talbot
Le troisième donjon, nommé « tour Talbot », construit par Philippe Auguste, a pour seule vocation la défense du château. De plan circulaire, de 15 mètres de diamètre et d'une hauteur de 30 mètres il a des murs de 4 mètres d'épaisseur. La tour est divisée en six étages séparés alternativement par des voûtes ou des planchers et éclairés uniquement par de longues archères haute de 2 mètres, avec en partie supérieure une plate-forme couronnée de mâchicoulis, qui a été écrêtée. Les niveaux communiquent par un escalier ménagé dans l'épaisseur du mur nord. Le premier niveau est de plan circulaire, et les autres de plans octogonal ont été remaniés à la fin du Moyen Âge et sont munis de cheminée. Un puits, creusé à la base, est accessible par un conduit ménagé dans l'épaisseur du mur sud de chacune des salles.

### L'enceinte

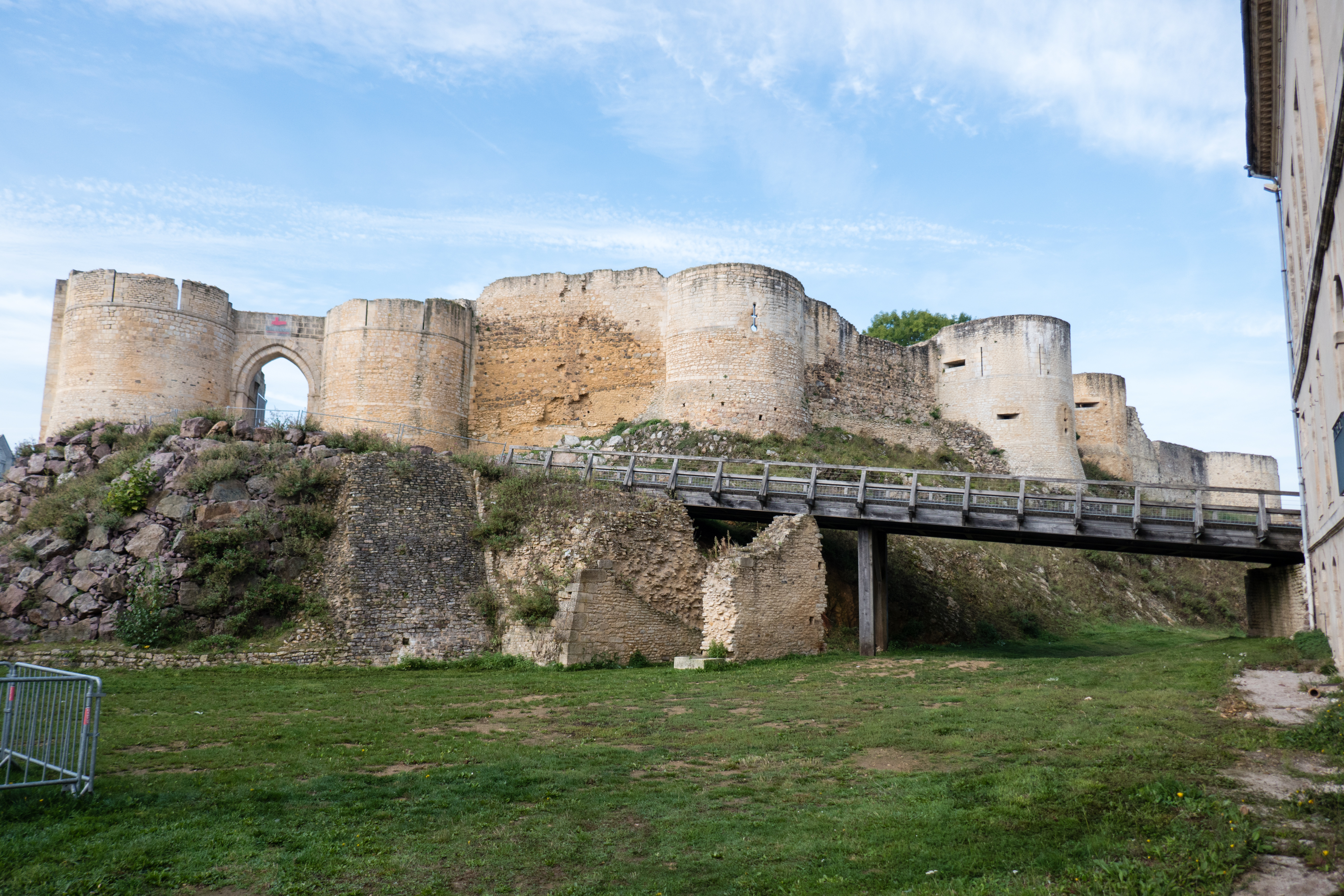
Entrée et tours de l'enceinte du château.

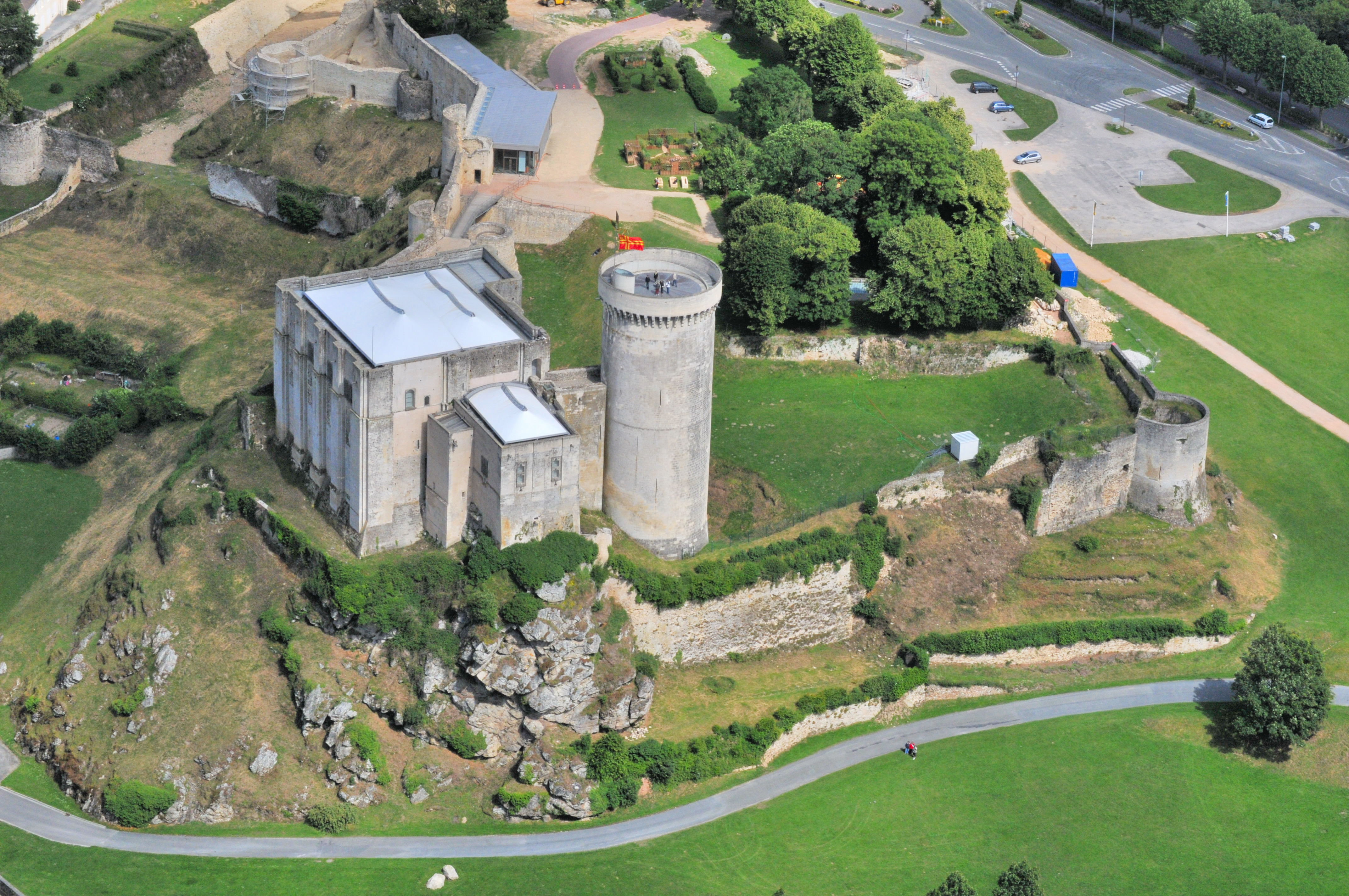
Vue aérienne du château de Falaise.

La grande enceinte, de près de 600 mètres de périmètre, allongée en forme de fuseau de part et d'autre de la route de Caen à Alençon, édifiée au XIIIe siècle, entoure l'extrémité d'un plateau de grès au sud-ouest de la ville. Elle est flanquée de seize tours circulaires ou semi-circulaires, dont quatre commandent deux à deux les deux portes d'entrée.
Jusqu'au XVIIIe siècle, sur son côté sud, elle était précédée par des étangs artificiels, remplacés par la promenade des Bercagnes. L'esplanade ainsi délimitée abritait au Moyen Âge divers bâtiments dont : la chapelle (disparue en 1944), le logis du gouverneur, des casernes, des ateliers, les écuries, une basse-cour et une haute-cour, barrées de murs faisant office de chicanes ralentissant l'accès aux deux puissants donjons, derniers réduits de défense.
L'urbanisation et les combats de 1944 ont sensiblement modifié son aspect. On ignore le nombre exact des tours qui la flanquaient et leur disposition. Assez bien conservées au sud (en bordure des nouveaux boulevards), les tours, au nord, plus ou moins ruinées, sont souvent encloses dans des propriétés privées.
On dénombre sept portes qui donnaient accès à la cité, dont : au nord-est la porte Le Comte, vers le val d'Ante, la porte Philippe-Jean, vers Saint-Laurent, la porte Mauduit ou Marescot, rue Clemenceau, toutes à l'état de vestiges. Seule la plus récente, la porte des Cordeliers, située au-dessus de la retenue d'eau, est assez bien conservée.

## Protection
Le château est classé au titre des monuments historiques par liste de 1840.

## Lieu de tournage
En juin 2020, plusieurs séquences ont été réalisées au château dans le cadre d'une émission de la série Secrets d'Histoire consacrée à Guillaume le Conquérant et intitulée Guillaume le Conquérant : à nous deux l'Angleterre ! L'émission a été diffusée sur France 3 le 21 septembre de la même année.

## Visite
Le château est ouvert à la visite.